# Biện Văn Hoan
Biện Văn Hoan (sinh năm 1962) là thẩm phán cao cấp người Việt Nam. Ông hiện giữ chức vụ Chánh án Tòa án nhân dân tỉnh Bình Thuận.

## Tiểu sử
Biện Văn Hoan sinh năm 1962, quê quán tại xã Cẩm Thành, huyện Cẩm Xuyên, tỉnh Hà Tĩnh.
Ông có bằng Cử nhân Luật.
Ông là đảng viên Đảng Cộng sản Việt Nam.
Ngày 4 tháng 5 năm 2016, Biện Văn Hoan, Phó Chánh án Tòa án nhân dân tỉnh Bình Thuận được Chánh án Tòa án nhân dân tối cao Việt Nam Nguyễn Hòa Bình bổ nhiệm giữ chức vụ Chánh án Tòa án nhân dân tỉnh Bình Thuận thay cho ông Nguyễn Ngọc Quang đang nghỉ việc chờ nghỉ hưu từ 31 tháng 12 năm 2016. Đây là vụ việc chưa có tiền lệ khi chánh án cho nghỉ chờ hưu và thay bằng phó chánh án.
Hiện nay (2018), ông đang là Tỉnh ủy viên, Chánh án Tòa án nhân dân tỉnh Bình Thuận.